# الطويلة (الحديدة)

تعديل مصدري - تعديل

الطويلة هي إحدى قرى مديرية زبيد، التابعة لمحافظة الحديدة اليمنية، بلغ تعداد سكانها 2640 نسمة حسب الإحصاء الذي جرى عام 2004.